# Lejeune de Schiervel
Lejeune de Schiervel is een Belgische adellijke familie.

## Geschiedenis
Jean Lejeune (1853-1916) werd in 1891 benoemd tot pauselijk graaf. In 1891 kreeg hij vergunning de uitdovende familienaam van zijn echtgenote - de Schiervel - aan de zijne toe te voegen. In 1892 werd hij opgenomen in de Belgische erfelijke adel.

## Genealogie
- Renier Lejeune, trouwde met Marie-Isabelle de Grand'Ry.
  - Jean Lejeune (Verviers, 8 september 1853 - Pepinster, 23 juni 1916), trouwde in 1874 in 's Gravenvoeren met Eugénie de Schiervel (1855-1928), dochter van baron Jacques de Schiervel, burgemeester van 's Gravenvoeren, en kleindochter van burggraaf Charles-Ghislain Vilain XIIII. Ze kregen drie dochters, die adellijk trouwden, en een zoon.
    - Charles Lejeune de Schiervel (1876-1942), mijningenieur, trouwde in 1905 in Parijs met Camille Haward de La Blotterie (1883-1960). Ze kregen zes dochters, die overwegend adellijk trouwden, en vier zoons, van wie slechts een in het huwelijk trad.
      - Andrée Lejeune de Schiervel (1906-1976), trouwde in 1930 in Pepinster met graaf Henri de Romrée de Vichenet (1907-1985), gevolmachtigd minister en buitengewoon gezant, zoon van graaf Charles de Romrée de Vichenet, ambassadeur, en kleindochter van jhr. Henri Crombez. Ze kregen drie zoons en twee dochters, met afstammelingen tot heden.
      - Xavier Lejeune de Schiervel (1908-2005), doctor in de rechten, ondervoorzitter van de Koninklijke Commissie voor Monumenten en Landschappen, regeringscommissaris voor de regio Spa en Hoge Venen, bestuurder van de Office des cités africaines, trouwde in 1933 in Branchon met gravin Nicole d'Oultremont (1911-2005). Hij verkreeg in 1984 de titel baron, overdraagbaar bij eerstgeboorte. Ze kregen een zoon en drie dochters, met afstammelingen tot heden.
      - Mathilde Lejeune de Schiervel (1914-2007), trouwde in 1942 in Pepinster met Etienne Imperiali (1911-1998), zoon van markies Pierre Imperiali, burgemeester van Soheit-Tinlot, volksvertegenwoordiger en senator. Ze kregen vier dochters, met afstammelingen tot heden.
      - Jeanne Lejeune de Schiervel (1918-1945), trouwde in 1942 in Pepinster met graaf Jean d'Ursel (1917-1990), ambassadeur en voorzitter van de Vereniging van de Adel van het Koninkrijk België. Ze trad toe tot het verzet, werd gearresteerd en kwam om in het concentratiekamp Ravensbrück op 3 februari 1945. Ze kregen een dochter, met afstammelingen tot heden.